# Georg Friedrich Adolph Schöner

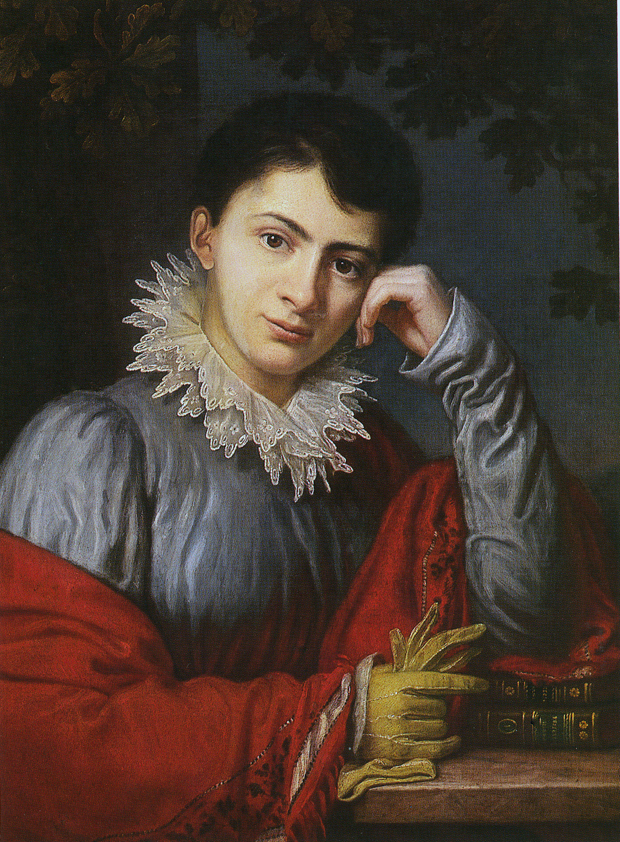
Betty Gleim – Porträt von Schöner, um 1815, Focke-Museum

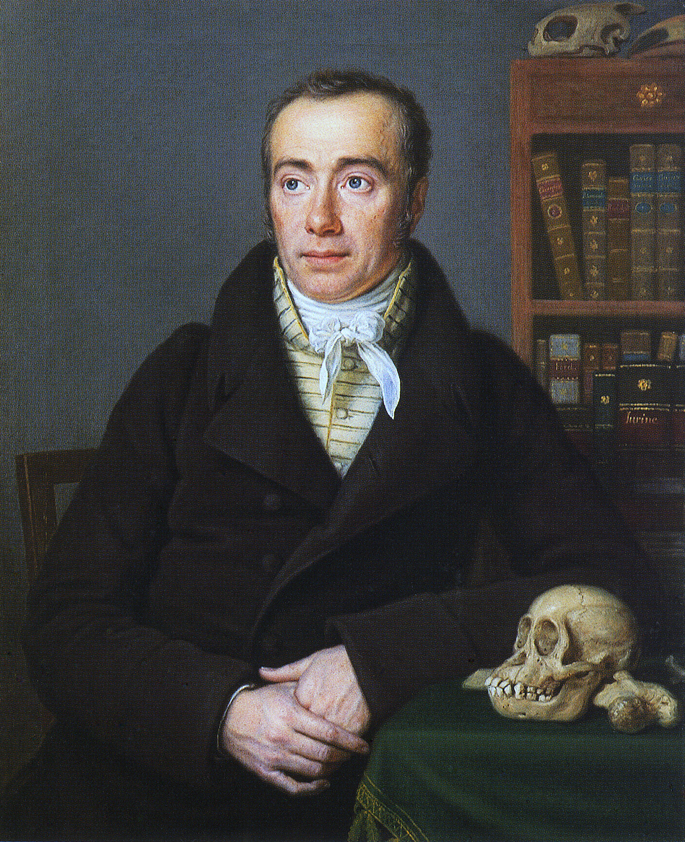
J. A. Albers – Porträt von Schöner, 1813, Focke-Museum

Georg Friedrich Adolph Schöner (* 24. Dezember 1774 in Mansbach bei Hersfeld; † 10. März 1841 in Bremen) war ein zwischen zahlreichen Aufenthaltsorten wechselnder deutscher Porträtmaler.

## Biografie
Schöner erlernte bei seinem Onkel Conrad Geiger in Schweinfurt die Malerei. Um 1795/96 wohnte er als Schüler von Anton Graff in Dresden und von 1796 bis 1800 lebte er in Halberstadt und arbeitete für die Porträtsammlung Johann Wilhelm Ludwig Gleims, dann bis 1802 in Berlin, schließlich 1802/03 vermutlich als Schüler von Jacques-Louis David in Paris, von 1803 bis 1810 in der Schweiz, bis 1811 in Frankfurt am Main und Straßburg und dann wieder in Halberstadt und Braunschweig.
Von 1821 bis 1823 hielt er sich in Bremen auf. Er schuf eine Reihe von Porträts unter anderem von der Pädagogin Betty Gleim, dem Stadtphysikus Johann Abraham Albers und von Senator Johann Vollmers. Ab 1837/1839 wohnte er bis zu seinem Tod dann endgültig in der Bremer Altstadt in der Abbentorswallstraße und arbeitete als Bildnismaler.
Im Gleimhaus in Halberstadt, dem Focke-Museum in Bremen und in der Kunsthalle Bremen befinden sich bedeutende Werke von Schöner. Er war Mitglied der Freimaurerloge Marc Aurel zum flammenden Stern in Marburg und ist in deren Matrikel als Mahler (auf Reisen) geführt.